# Tova Gerge
Tova Solveig Maria Gerge, född 7 mars 1982, är en svensk författare, översättare och dramaturg. Hon har examen i dramaturgi från Stockholms dramatiska högskola. Hennes författarskap har mestadels rört poesi och berättelser med koppling till queera eller BDSM-relaterade teman.
Gerge är bosatt i Stockholm.

## Biografi
Gerge avlade 2011 examen vid Stockholms dramatiska högskola. Under åren 2012–2015 verkade hon som dramaturg vid Ung Scen/Öst, en del av Östgötateatern.
Tova Gerge verkar ideellt på förlaget Dockhaveri. Hon är även medlem i kollektivet Nyxxx, aktivt inom scenkonst, liksom för produktionsplattformen Skogen som drivs av ett antal konstnärer. Som skribent har hon synts i bland annat Glänta, Lyrikvännen, Ottar, Bang, OEI och Vagant.

### Tidiga böcker
2008 debuterade Gerge med boken Manualen (även känd som "Manual för postmodern barnuppfostran"), skriven i samarbete med Athena Farrokhzad. I historien undersöks hur makt och maktlöshet fungerar i intima relationer, med sexualiserat våld och begär. De två författade samma år en provokativ text i Lyrikvännens temanummer om sex. Även senare har Farrokhzhad samarbetat, inklusive i ett scensamtal 2021 arrangerat av Stockholms Kvinnohistoriska.
Gerges första egna bok var Rakel delat med tio från 2012, en historia om två flickor där den ena bryter upp ur deras relation för att den andra inte vågar komma ut som lesbisk. Båda de två första böckerna beskrivs av Gerge själv som diktberättelser, där "narrativet stör berättelsen".

### PojkenochFearplay
Tova Gerges första egentliga roman kom 2018 i form av Pojken. Den beskriver en känslolös (enligt Expressens recensent Martina Montelius) relation där en person har den totala makten (dygnetrunt-dominans inom BDSM). I sin recension för Aftonbladet menar Jenny Högström dock att BDSM här ges "en politisk, existentiell och subversiv dimension" som hon saknar i skildringar av BDSM inom stora och allmänna medier. Berättarjaget avser att forma och förändra den andra i relationen, en transpojke som tidigare varit flicka. Högström jämför med de Sade och Bataille, men bland Gerges egna litterära förebilder finns Kathy Acker och Choderlos de Laclos. I boken presenteras inte BDSM-kulturens samtyckesregler, samtidigt som handlingarna enligt Högström tydligt är präglade en sådan dynamik.
Pojken, som gavs ut på Albert Bonniers förlag, belönades med Albert Bonniers Stipendiefonds pris.
Som en fortsättning på tematiken i Pojken publicerades 2024 boken Fearplay. Titeln alluderar på fearplay, en gränsöverskridande BDSM-praktik där rädsla är en bärande ingrediens. Historien handlar, enligt Västerbottens-Kurirens recensent, om "människan i vår västerländska nutid", småstadsmentalitet och dess bigotteri. Historien kretsar kring en liten stockholmsfamilj, där oro, alkoholism, ätstörningar och skärmberoende färgar personernas tankar. Den nu utflugna dottern upptäcker i det nya landet USA både frihet och ofrihet, i det senare fallet bland annat genom utövandet av bondage. I centrum för berättelsen finns tonåringens blandning av osäkerhet och megalomani. Både GP:s och Aftonbladets respektive recensenter saknar dock en fördjupning av berättelsens teman. I recensionen för nätmagasinet Kult tycker sig Alva Hedlund i boken se två skilda berättelser – en coming-of-age-berättelse och en om ett par med bästa vän som konsekvent gör varandra lika besvikna. Boken tilldelades litteraturpriset Prisma för årets roman 2024.

### Andra aktiviteter
Gerge verkar även som översättare. 2024 kom hennes nytolkning av William Shakespeares Sonetter, vilka ursprungligen gavs ut 1609. Utgångspunkten för nyöversättningen var att lyfta fram det queera inslaget i texten. Översättningen tilldelades litteraturpriset Prisma för årets översättning. Gerge har även författat en teaterpjäs baserad på sonetterna, vilken under titeln Så nätterna sattes upp 2024 på Kulturhuset Stadsteaterns scen i Skärholmen.
Dramatikern Gerge undersöker teman som har koppling till makt, kroppspolitik eller kärlekens betydelse. Via kollektivet Nyxxx har hon legat bakom pjäser som Nattens gudinna (Uppsala stadsteater, 2017), Tolv talande dockor (Orionteatern, 2018) och Hör så tyst det är (Regionteatern Blekinge-Kronoberg, 2020). På Borås stadsteater sattes 2018 Processen upp, efter romanen med samma namn av Franz Kafka.